# Crepis rubra
Espèce
Crepis rubra est une espèce de plantes à fleurs de la famille des Astéracées originaire de Méditerranée orientale.

## Description
Crepis rubra est une plante herbacée qui se caractérise par: 
- ses fleurs roses de 4 centimètres de diamètre.
- ses feuilles pennatifides ou dentées. Les feuilles supérieures sont lancéolées.

## Habitat
Sols pierreux.

## Galerie

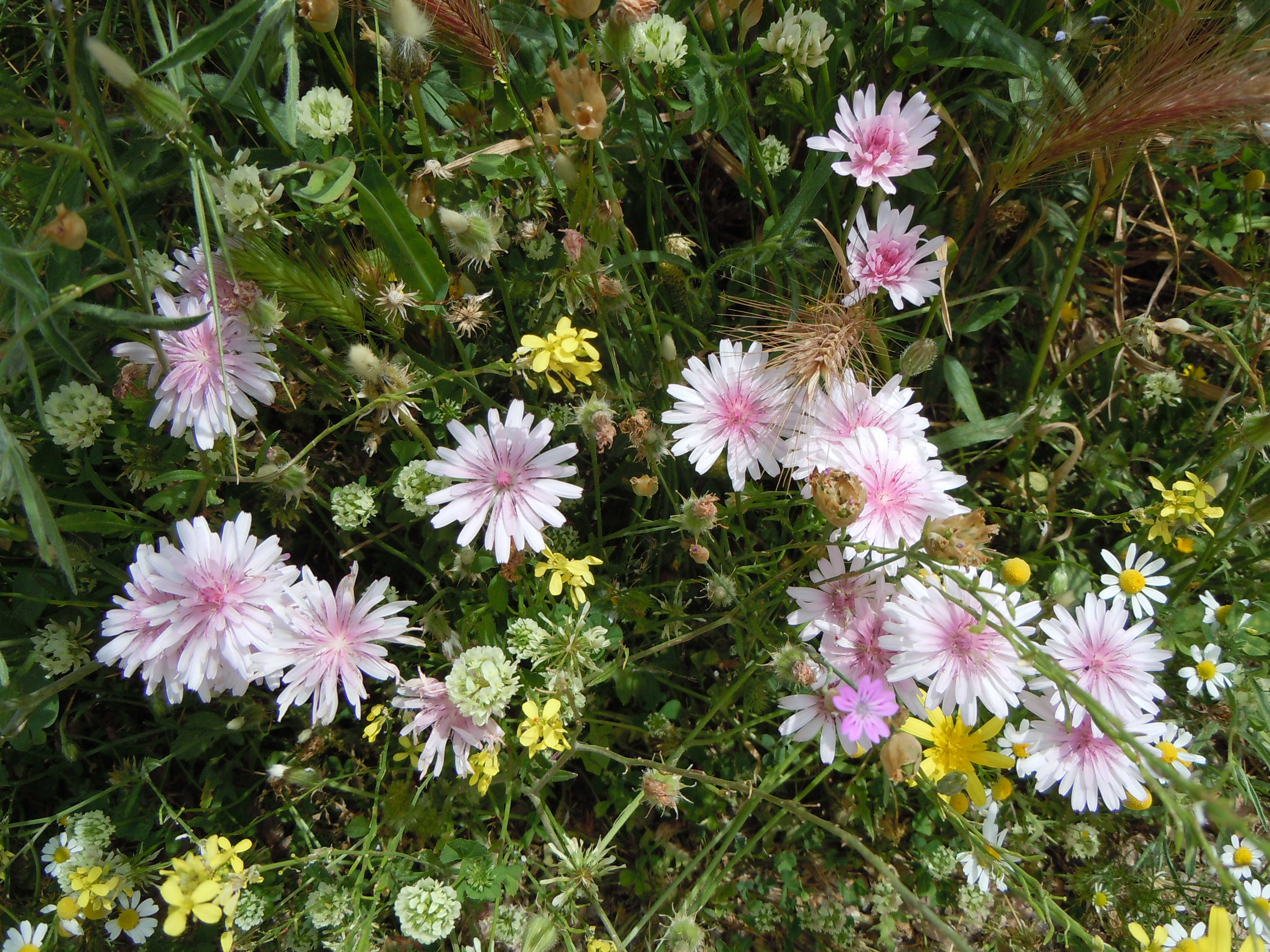
En Grèce, dans une pelouse rocheuse.
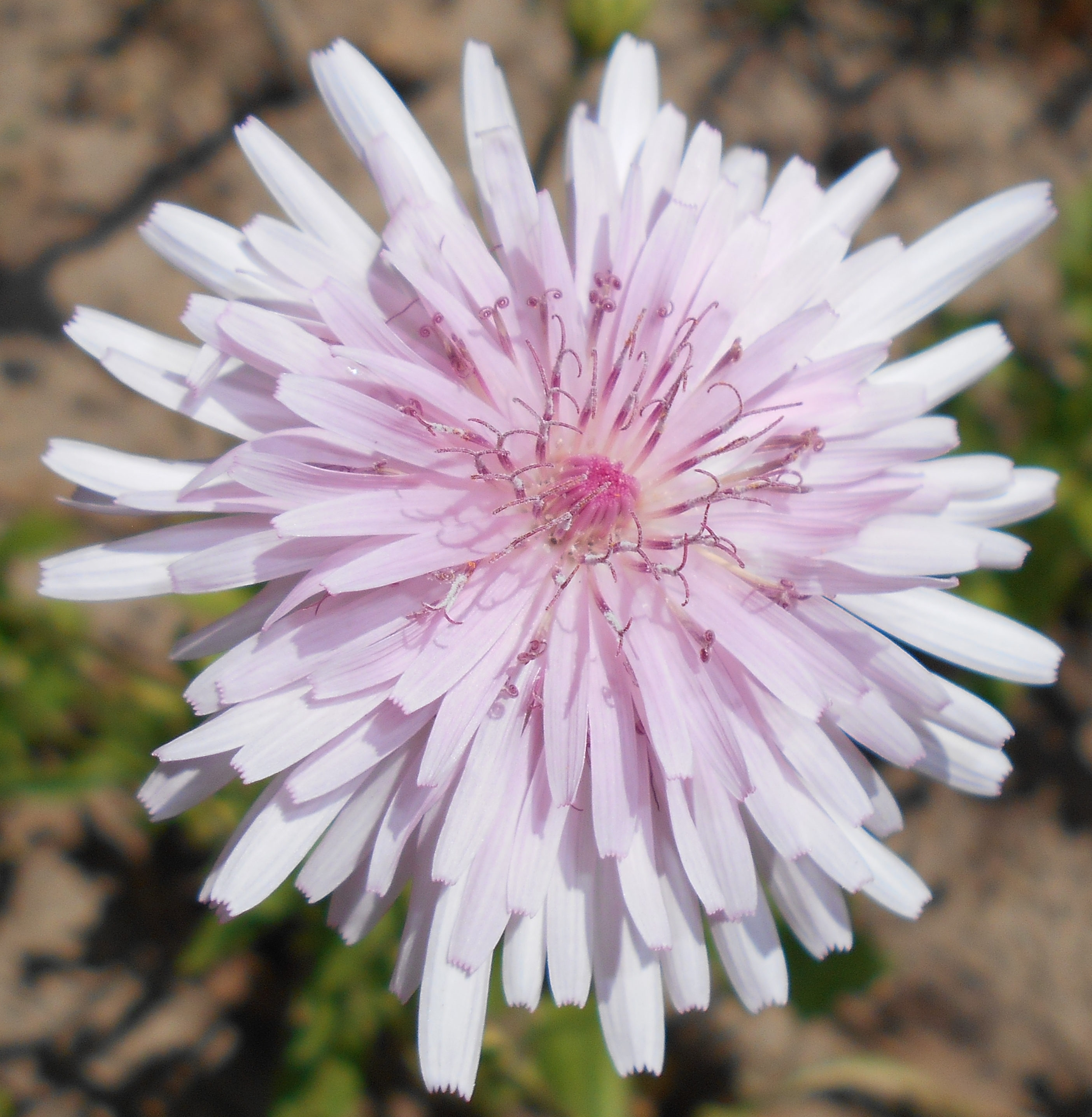
Détail de l'inflorescence.